# 平戸永谷川
平戸永谷川（ひらどながやがわ）は、横浜市港南区野庭町付近を源流とし、港南区・戸塚区内を流れ、柏尾町・名瀬町境付近で阿久和川と合流し柏尾川となる、境川水系の二級河川。

## 概要
阿久和川との合流地点までの4.92kmは1970年度より都市基盤河川改修事業により改修が行われた。環状2号線 (横浜市)の整備により環状2号線の中央分離帯へ移設整備され、柳橋より下流側も拡幅直線化や遊水地整備などの河川改修が行われた。
せせらぎを楽しめる遊歩道としても整備されており、源流の野庭町付近から馬洗橋にかけて 馬洗川せせらぎ緑道 、永谷天満宮から柳橋にかけて旧河川を利用した 上永谷ふれあいの水辺、柳橋から平戸にかけて 平戸永谷川プロムナード が整備され、それぞれ親水遊歩道・公園として親しまれている。
2024年6月平戸永谷川に架かる環状二号線上永谷駅入口交差点に自生するリュウゼツランが開花し、全国ニュースになった。
2011年二級水系としては県内で初めて市町村（横浜市）の管理となった。

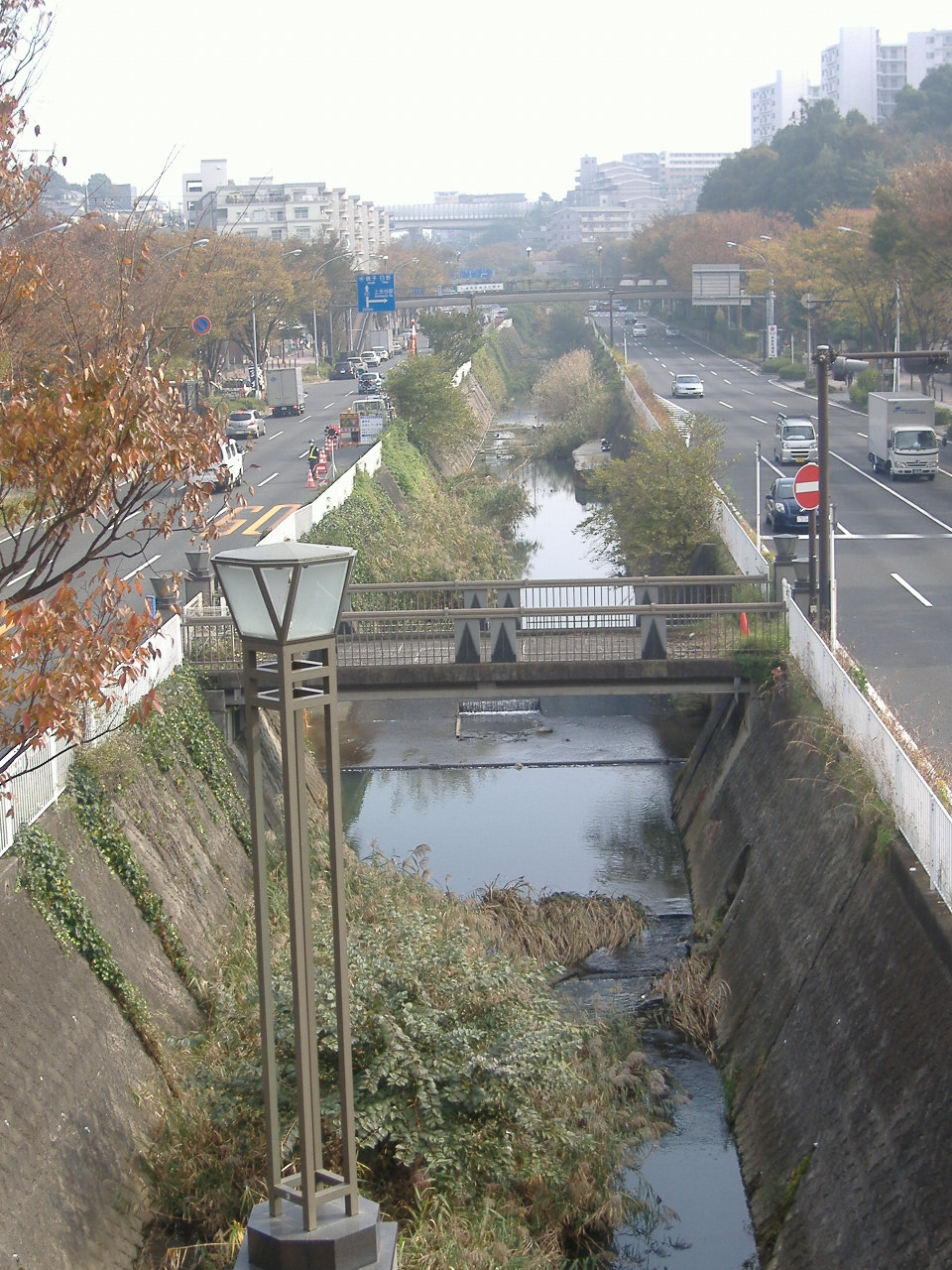
上永谷付近では、環状2号線の分離帯を流れる

## 支流
- 馬洗川
- 芹谷川
- 平戸川
- 川上川

## 参考資料
- 横浜市下水道局『横浜の川』横浜市下水道局、1999年。